# Enea Zuffi
Enea Zuffi (ur. 27 grudnia 1881 w Turynie, zm. 14 lipca 1968 w Mediolanie) – włoski piłkarz występujący na pozycji pomocnika lub napastnika, reprezentant kraju, olimpijczyk ze Sztokholmu 1912.
W latach 1908-1910 był zawodnikiem zespołu Torino. W 1909 zdobył z drużyną Puchar Liptona. Następnie w latach 1910-1912 reprezentował barwy Juventusu Turyn. W latach 1912– 1913 ponownie był zawodnikiem drużyny Torino roku był zawodnikiem Interu Mediolan.